# Săcădate
Săcădate (deutsch Sakadat, Sakadaten, Sekedaten; ungarisch Oltszakadát, Szakadát; sächsisch Zakedot) ist ein Ort im Kreis Sibiu in Siebenbürgen (Rumänien). Das Dorf liegt am rechten Ufer des Alt und gehört heute administrativ zur Gemeinde Avrig (Freck), die gegenüber am anderen Ufer des Alt liegt.

## Lage
Das Dorf liegt am Fluss Olt (Alt) etwa 25 Kilometer von der Kreishauptstadt Sibiu (Hermannstadt) entfernt, etwa drei Kilometer abseits der Nationalstraße DN1 (Europastraße 68) in Richtung Făgăraș (Fogarasch) bzw. Brașov (Kronstadt). Der Fluss ist hier durch ein Kraftwerk aufgestaut und das Dorf ist nur über eine Zufahrtsstraße zu erreichen, die über die Staumauer führt. Zu den ebenfalls am rechten Ufer liegenden Nachbardörfern Bradu (Gierelsau) und Glâmboaca (Hühnerbach) gibt es nicht asphaltierte Straßen. 2014 wurde eine neue asphaltierte Straße fertiggestellt, die Săcădate über Nucet (Johannisberg) mit dem Harbachtal verbindet.

## Geschichte

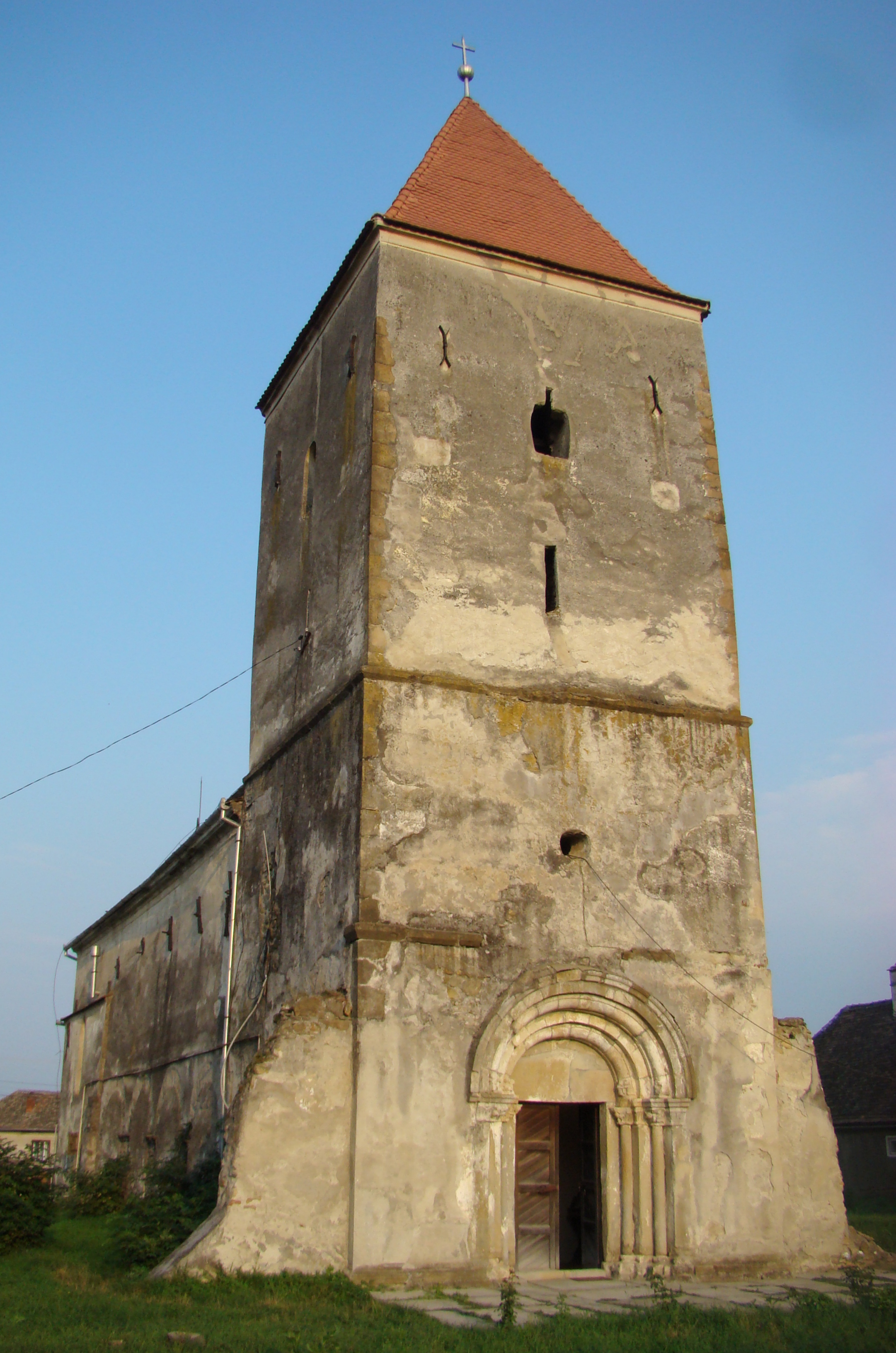
Ungarische lutherische Kirche

Săcădate ist urkundlich erstmals in einem Dokument von 1380 belegt, in dem als Vertreter des Dorfes beim Hermannstädter Stuhl zwei Sachsen erwähnt werden. Ob auch die Bevölkerung der Ortschaft damals deutschsprachige Sachsen waren, ist hingegen fraglich. Der Name des Dorfes ist jedenfalls ungarischen Ursprungs und bedeutet Erdrutschung/Mure. Aus der Zeit um 1494 bis 1497 ist belegt, dass die Mehrheit der Dorfbewohner Ungarn waren. Eine Erklärung für diese begriffliche Verwirrung mag sein, dass im Mittelalter das Wort „Sachse“ nicht unbedingt eine ethnische Bedeutung hatte, sondern einen rechtlichen Stand innerhalb des Feudalwesens im Königreich Ungarn bezeichnete. Im rechtlichen Sinn waren die Bewohner von Săcădate Sachsen, also freie Wehrbauern auf Königsboden, auch wenn sie ethnische Ungarn waren. Sie gehörten wie die deutschsprachigen Sachsen des westlichen Nachbardorfes Gierelsau zum Hermannstädter Stuhl und nicht zum Fogarascher Land, das Komitatsboden war, also adeligen oder kirchliche Grundherren unterstand. Auch kirchlich gehörten sie zu Hermannstadt und vollzogen mit den Sachsen im 16. Jahrhundert auch die Reformation zum lutherischen Glauben, anders als die ungarischen Szekler weiter im Osten, die reformierte Calvinisten wurden, oder katholisch blieben.
Laut dem Historiker Adolf Schullerus existierten vor der Ansiedlung der Siebenbürger Sachsen im 12. Jahrhundert nördlich des Alt einige Siedlungen von Szeklern. Im Zuge der neuorganisierten Grenzverteidigung (siehe Gyepű) wurden diese jedoch vom ungarischen König an die Ostgrenze umgesiedelt, dem heutigen Szeklerland. Nur einige wenige ungarische Siedler blieben im nun hauptsächlich von Sachsen bewohnten Gebiet Südsiebenbürgens, wie eben in der Ortschaft Săcădate.
In mittelalterlichen Dokumenten des Hermannstädter Archivs wird weiters eine Abtei Sakadat erwähnt, die in Verbindung mit dem Zisterzienserkloster Egresch genannt wird. Ob damit das Dorf Săcădate am Alt gemeint ist, ist unklar (es gibt in Ungarn sowie im Kreis Bihor weitere Ortschaften mit demselben ungarischen Namen). Es wäre jedoch naheliegend, da das ebenfalls von Egresch aus gegründete Kloster Kerz nur wenige Kilometer entfernt liegt und die östlichen am rechten Altufer gelegenen Nachbardörfer im Mittelalter diesem Kloster als Grundherrschaft unterstanden. Womöglich ist eine Anfang des 13. Jahrhunderts gegründete Abtei Sakadat im Mongolensturm von 1241 gleich wieder untergegangen.
Das älteste Gebäude im Ort ist die ungarische lutherische Kirche, deren Eingangsportal im romanischen Stil erbaut ist und somit in der Zeit vor der ersten urkundlichen Erwähnung entstanden sein muss. Das Hauptschiff ist jedoch schon im gotischen Stil erbaut. Im 15. Jahrhundert wurde diese zur befestigten Kirchenburg gegen die Gefahr von Türkeneinfällen ausgebaut. Von der Befestigung ist heute jedoch nur noch der zum Wehrturm ausgebaute Glockenturm und wenige Mauerreste erhalten.
Nachdem die ungarische Bevölkerung im 15. und 16. Jahrhundert durch Türkeneinfälle stark dezimiert worden war, siedelten sich rumänische Familien an, die von rumänischen Ortschaften südlich des Alts zuwanderten. Jene die brach liegende Hofstellen erwerben konnten, wurden so auch zu freien Wehrbauern. Daneben gab es jedoch noch zugewanderte Rumänen, die für die ansässigen Bauern als Knechte auf den Feldern arbeiteten, oder als Viehhirten in den Auen des damals noch unbegradigten Alt. Zu dieser Zeit stand dem Dorf ein ungarischer Richter vor, dem jeweils zwei ungarischen und zwei rumänischen Schöffen an die Seite gestellt waren. Der Gemeinderat war streng paritätisch zusammengesetzt und bestand aus 16 ungarischen Mitgliedern und 16 rumänischen. Der rumänische Bevölkerungsanteil stieg jedoch laufend an und im Jahr 1721 gab es im Dorf 100 von Rumänen bewirtschaftete Hofstellen und 27 ungarische. Im Jahr 1733, also in habsburgischer Zeit, errichteten die Rumänen eine griechisch-katholische Kirche. Nach dem Toleranzpatent von Joseph II. konnten auch die später zugewanderten orthodox gebliebenen Rumänen eine Kirche errichten, die im Jahr 1794 fertiggestellt wurde. Heute gehören beide zur rumänisch-orthodoxen Kirche.
Bis zur Mitte des 19. Jahrhunderts lebten Ungarn und Rumänen relativ friedlich in der Gemeinde zusammen. Im Zuge der ungarischen Revolution von 1848 kam es jedoch auch in Săcădate zu Zusammenstößen. Mit der Revolution sympathisierende ungarische Jugendlichen feierten im Wehrturm der evangelischen Kirche ein religiöses Fest, worauf vom rumänischen Ortsteil Schüsse auf den Turm abgefeuert wurden. Ältere Dorfbewohner besänftigten jedoch beide Seiten, wodurch schlimmeres verhindert wurde. Als jedoch die Revolutionsarmee unter General Bem in der Gegend lagerte, wurden die rumänischen Drahtzieher verhaftet. Wenige Monate später, als die Armee Bems geschlagen war, wendete sich das Blatt jedoch wieder. In den Jahren nach 1848 verließen nun einige Ungarn das Dorf, verkauften ihren Hof an Rumänen und siedelten in Gebiete mit mehr ungarischer Bevölkerung, oder verließen Siebenbürgen überhaupt. Die Revolution von 1848 weckte grundsätzlich das ethnische/nationale Bewusstsein auf allen Seiten. So kam es nun auch zu Konflikten zwischen den lutherischen Ungarn des Dorfes und der sächsischen Kirchenführung in Hermannstadt. Die Ungarn forderten ungarischsprachige Pfarrer und Lehrer, was für die Kirchenleitung jedoch schwer zu organisieren war, da fast alle Pfarrer Sachsen waren und es gar kein ungarischsprachiges Theologiestudium für lutherische Priester gab.
Während des Ersten Weltkrieges kam es erneut zu Konflikten, als 1916 eine rumänische Armee aus der Walachei durch den Roten-Turm-Pass nach Siebenbürgen eindrang und einige Dörfer in der unmittelbaren Umgebung besetzen konnte, so auch Săcădate. Die männliche ungarische Dorfbevölkerung wurde verhaften und in den Süden gebracht. Nach Ende des Krieges kam Siebenbürgen zum Königreich Rumänien. Nun waren die Ungarn zu einer ethnischen Minderheit im neuen Staat geworden. Doch auch zwischen Ungarn und Sachsen gab es erneut Konflikte, was schließlich in den 1940er Jahren dazu führte, dass sich auch die ungarische Pfarrgemeinde Săcădate von der sächsischen Kirchenleitung in Hermannstadt lossagte und zur ungarischsprachigen Evangelisch-Lutherische Kirche in Rumänien übertrat. Im Kreis Hermannstadt gibt es sonst nur noch in Kleinkopisch eine weitere ungarische lutherische Kirche.
Nach dem Zweiten Weltkrieg lag Rumänien im Einflussbereich der Sowjetunion und wurde schließlich 1947 kommunistisch. Enteignung und Zwangskollektivierung traf nun alle Bauern gleichermaßen, besonders jedoch jene Bauern auf dem ehemaligen Königsboden, die schon seit Jahrhunderten ihren eigenen Boden bewirtschafteten und durch die kommunistische Bodenreform nur Nachteile erfuhren. Dies führte zu einer langsamen aber steten Abwanderung der Dorfjugend, die es bevorzugte, sich Arbeit in Industriebetrieben zu suchen, statt in der landwirtschaftlichen Kollektive zu arbeiten. Besonders in die Industriekolonie im nahegelegenen Mârșa zogen viele.

## Bevölkerung
Das Dorf Săcădate hat heute (Stand 2011) 582 Einwohner, wovon sich 128 als angehörige der ungarischen Minderheit deklarierten. Die höchste Einwohnerzahl hatte das Dorf in der Zwischenkriegszeit. Im Jahr 1920 zählte man 1262 Einwohner, wovon 1064 Rumänen waren, 196 Ungarn und 2 Sonstige. Im Jahr 1977 lebten noch 853 im Dorf, davon 608 Rumänen, 173 Ungarn, 3 Deutsche und 69 Roma.

## Bilder

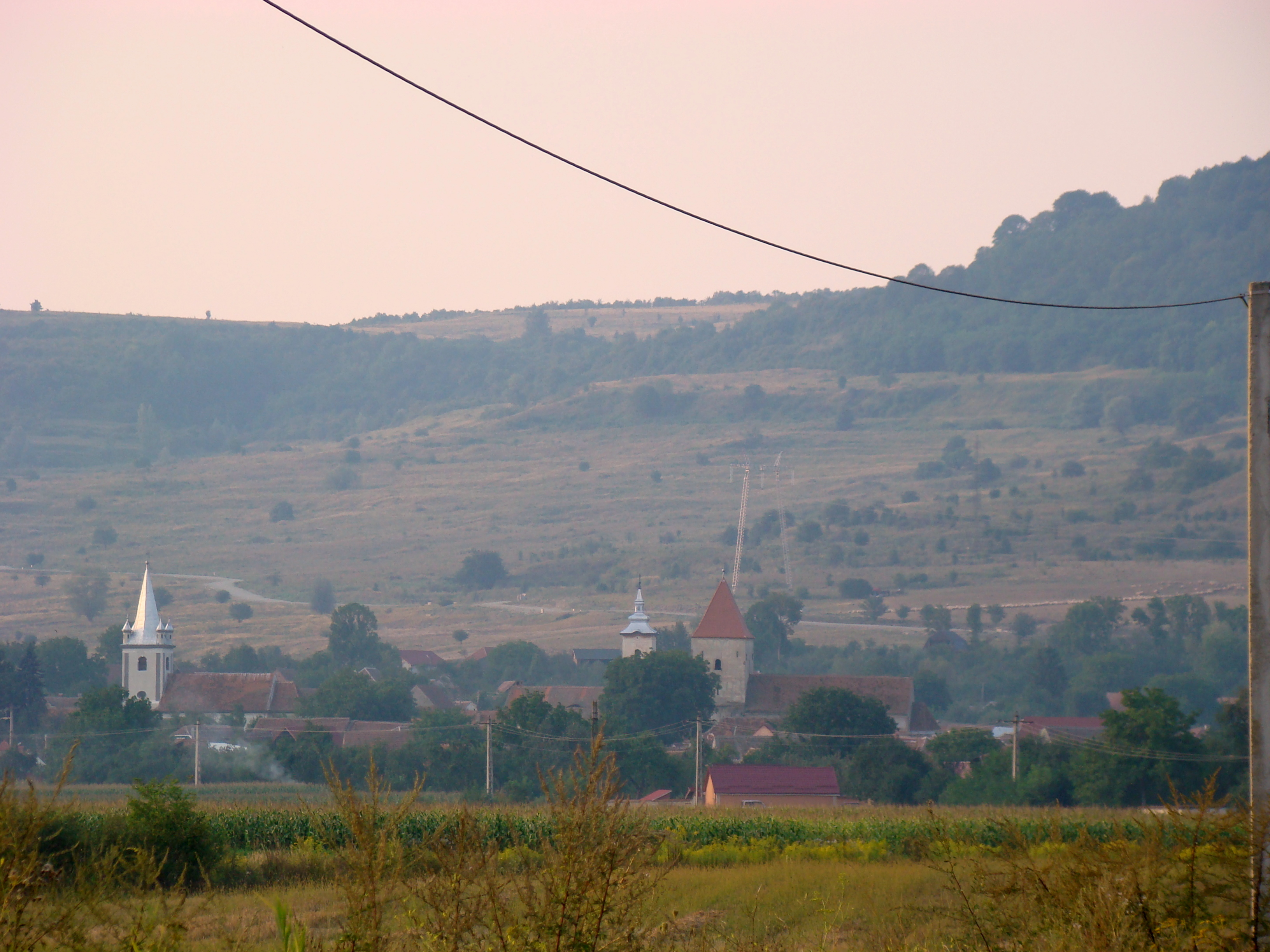
Dorfansicht mit den drei Kirchen
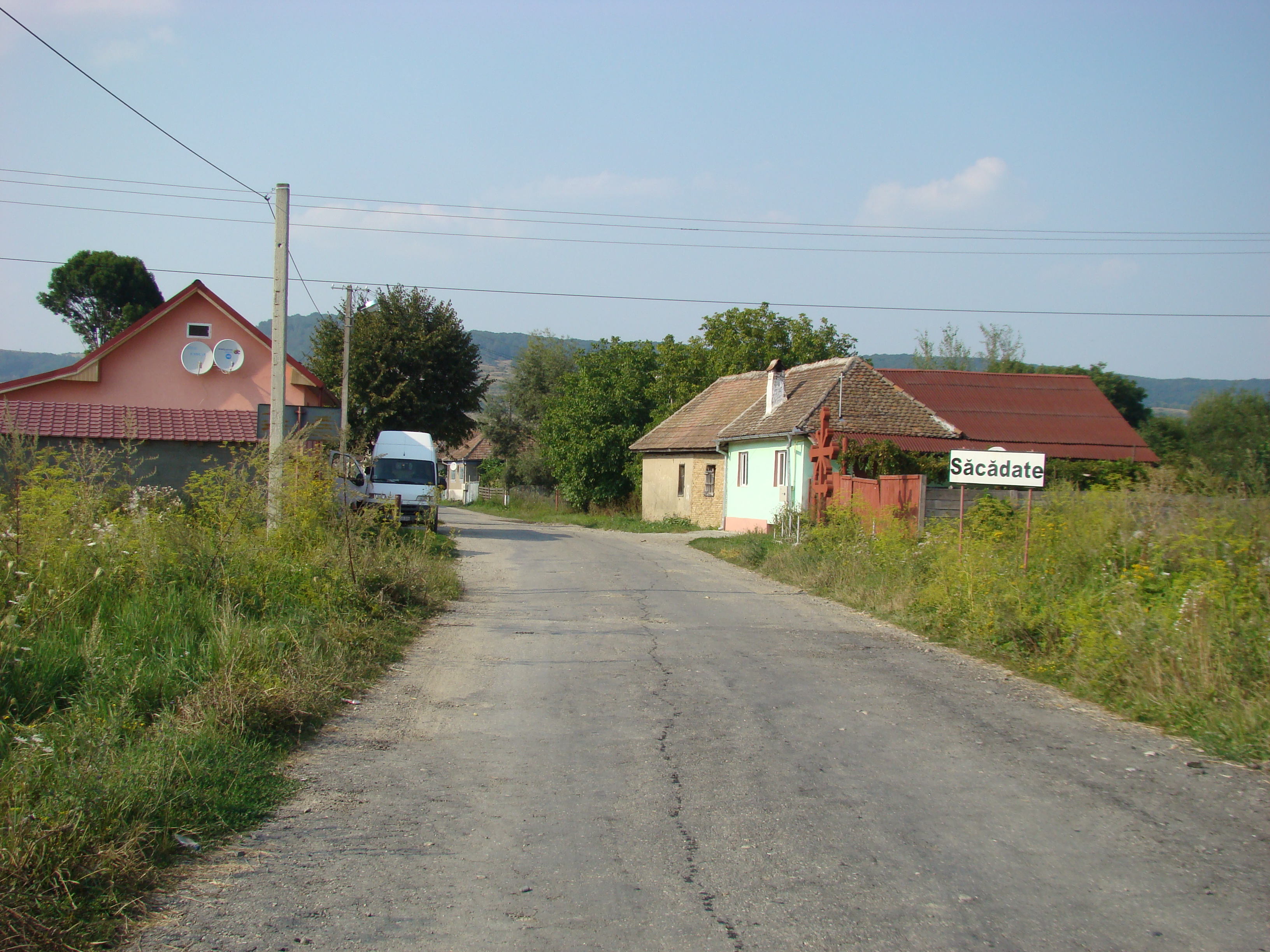
Ortseinfahrt vom Alt kommend
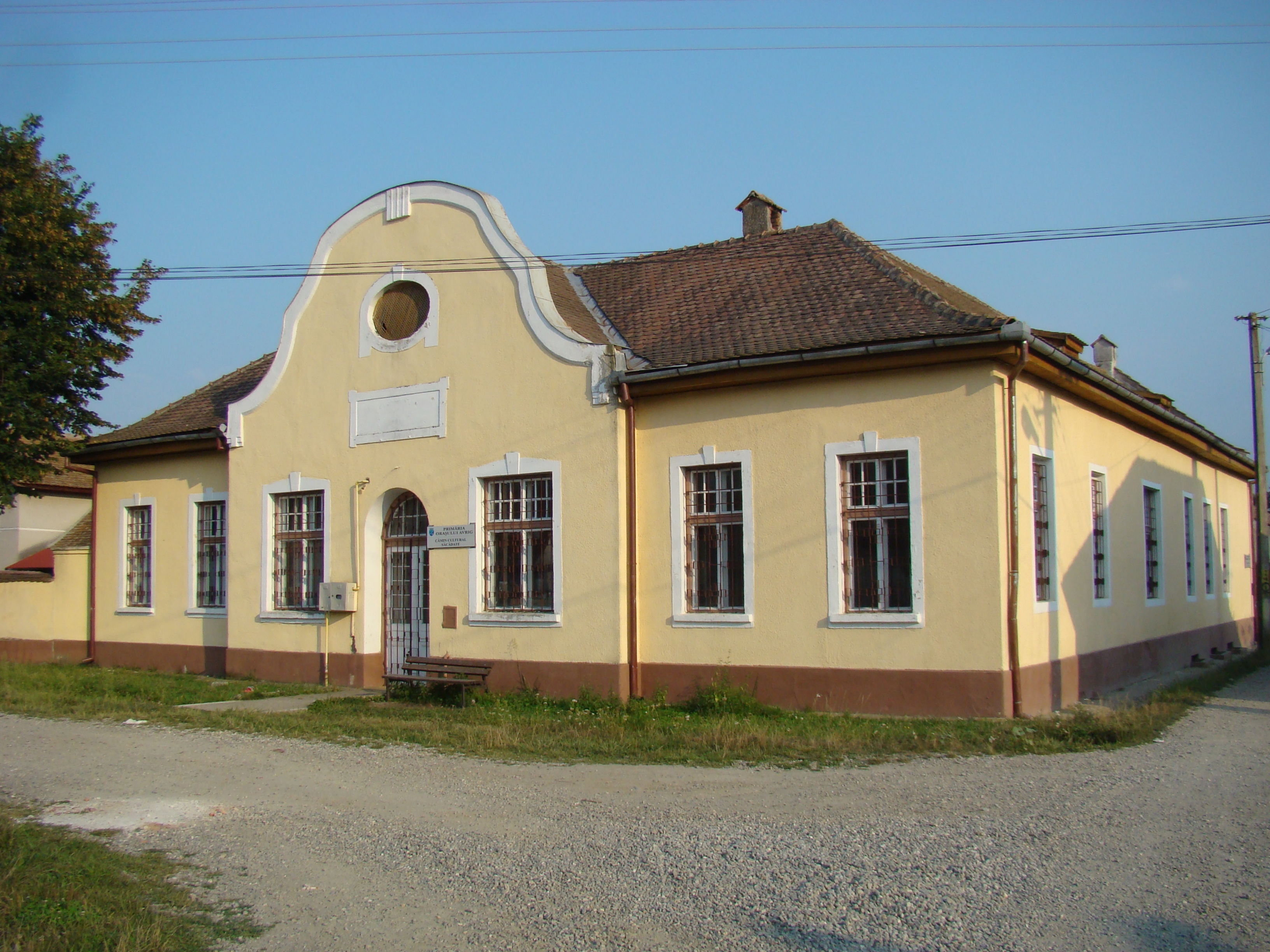
Kultursaal
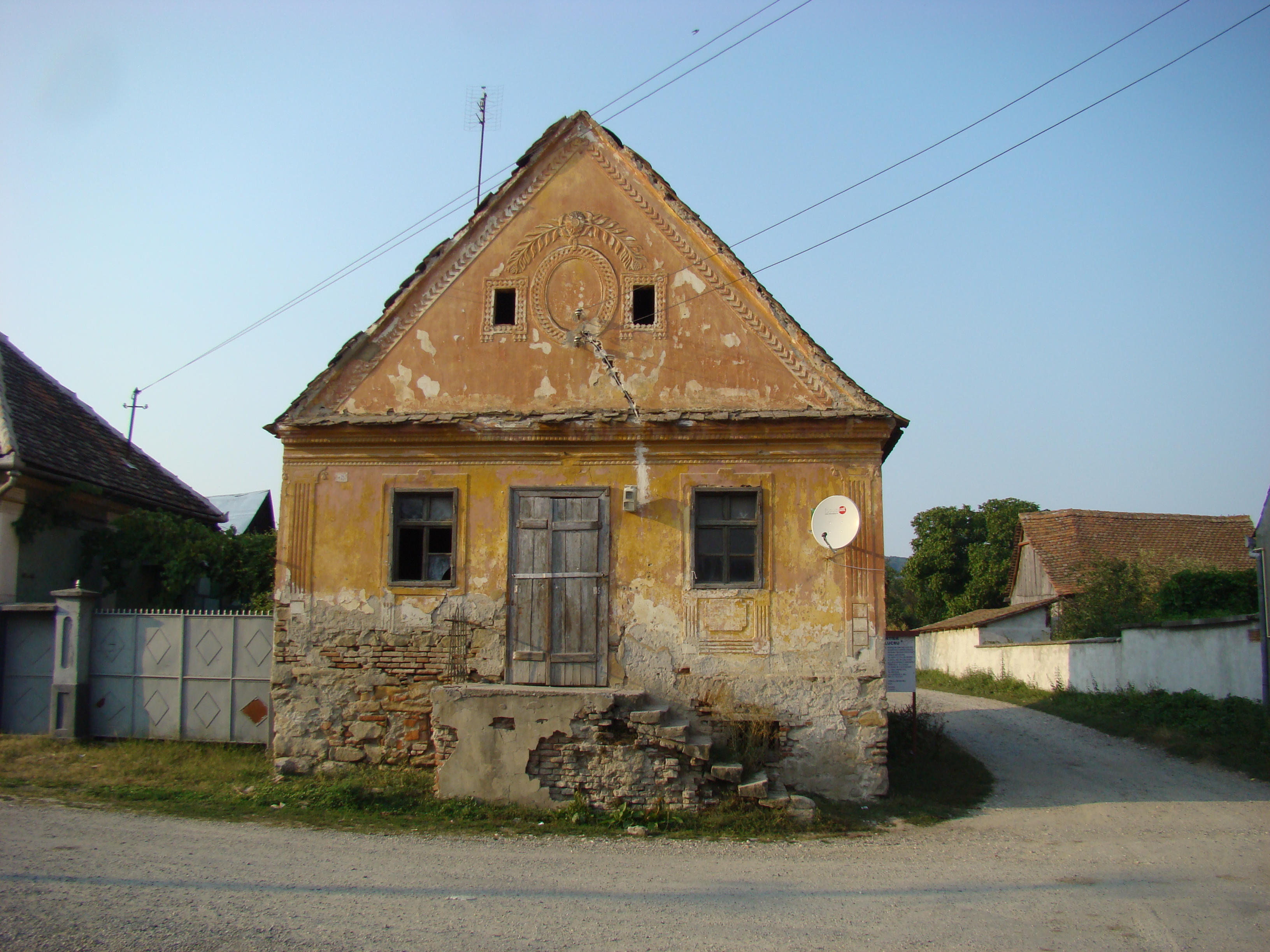
Typisches Haus, Abzweigung der neuen Straße ins Harbachtal
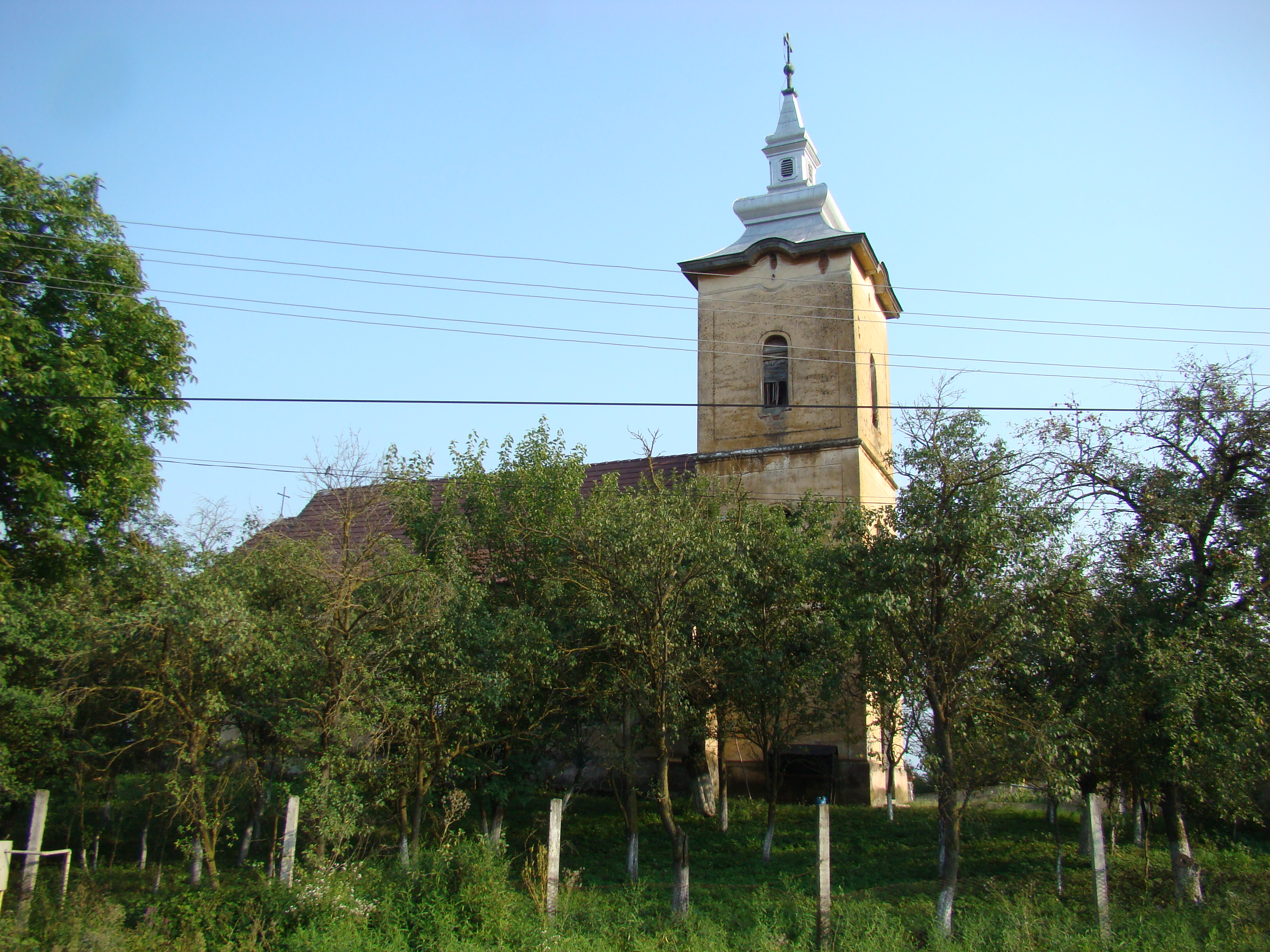
Die ehemals griech.-kath. Kirche